# 가이 윌커슨

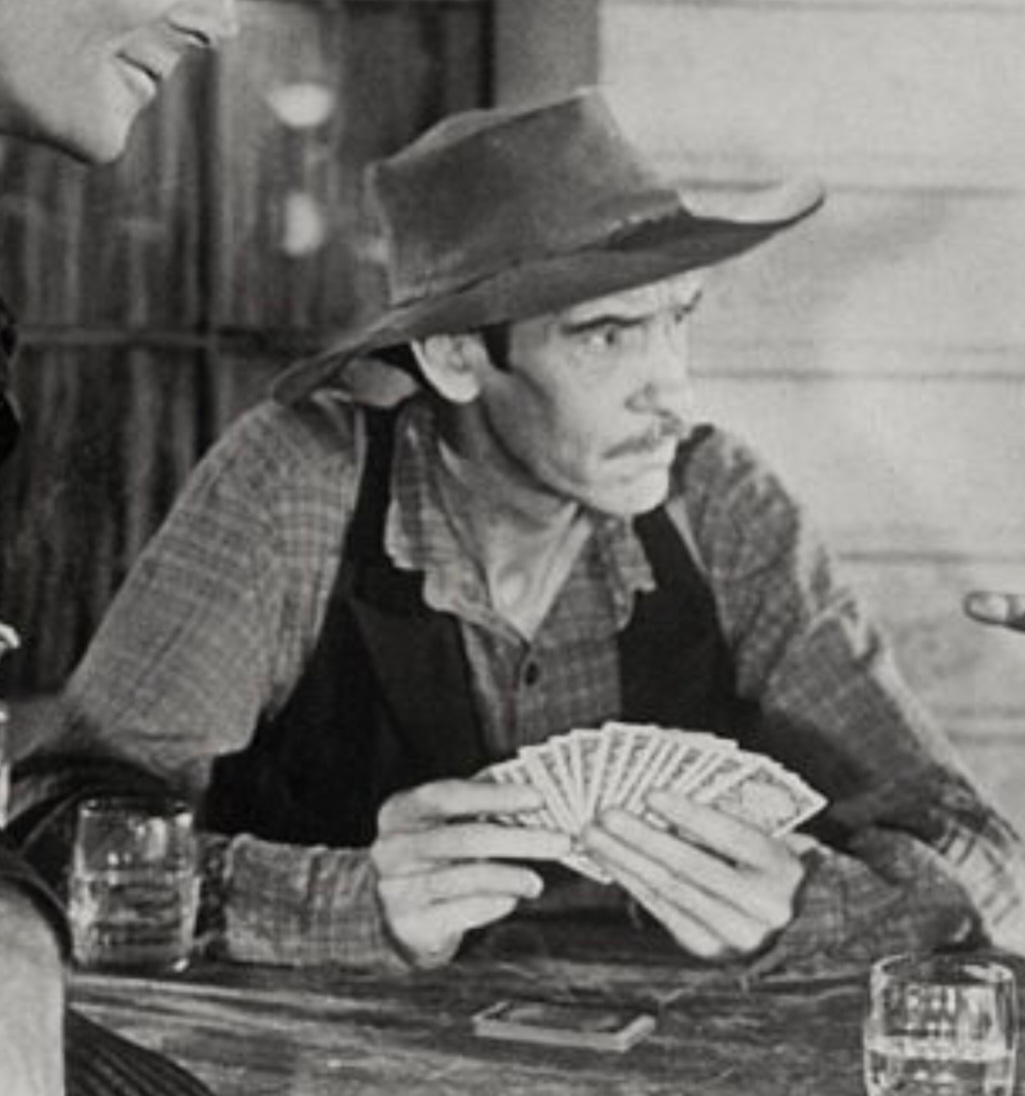

가이 윌커슨(Guy Wilkerson, 1899년 12월 21일 ~ 1971년 7월 15일)은 미국의 배우이다.

## 영화
- 몬티 월쉬 (1970년)
- 헬로 돌리 (1969년)
- 사이렌서 (1966년)
- 유령 출몰지 (1963년)
- 알라바마 이야기 (1962년)
- 교수목 (1959년)
- 보난자 (1959년)
- 서부의 사나이 (1958년)
- 카우보이 (1958년)
- 선다운의 결전 (1957년)
- 주발 (1956년)
- 미트 미 인 라스 베가스 (1956년)
- 딜론 보안관 (1955년)
- 샤이안 (1955년)
- 크라이 투마로우 (1955년)
- 테이크 더 하이 그라운드! (1953년)
- 빅 스카이 (1952년)
- 드럼스 인 더 딥 사우스 (1951년)
- 미스터 빌비디어 링스 더 벨 (1951년)
- 전사의 용기 (1951년)
- 미스터 뮤직 (1950년)
- 선 컴스 업 (1949년)
- 댓 하겐 걸 (1947년)
- 요크 상사 (1941년)
- 블루스의 탄생 (1941년)
- 닷지 시티 (1939년)